# Robert Janka
Robert Janka (29. dubna 1914 – 11. března 1989) byl český silniční motocyklový závodník. Byl také konstruktérem motocyklu Roja.

## Závodní kariéra
V místrovství Československa startoval v letech 1954-1956. V celkové klasifikaci skončil nejlépe na 5. místě ve třídě do 350 cm³ v roce 1956. V roce 1951 skončil na motocyklu Walter při Velké ceně Československa na 3. místě a v roce 1952 na 2. místě za Františkem Bartošem.

## Umístění
- Mistrovství Československa silničních motocyklů
  - 1954 do 350 cm³ - 3. místo v Mělníku a Ostravě
  - 1956 do 250 cm³ - 8. místo celkově
  - 1956 do 350 cm³ - 5. místo celkově, 2. místo v Litomyšli